# Warren Oates
Warren Mercer Oates (Depoy, Kentucky, USA, 1928. július 5. – Los Angeles, Kalifornia, 1982. április 3.) amerikai színész. Kifejező és egyéni karakterjátékáról vált híressé. Legismertebb szerepei közé tartozik az apa alakítása az 1973-as Sivár vidék filmdrámában, az 1973-as Dillinger-film címszerepe és az örök-lúzer pénzvadász bárzongorista alakítása az 1974-es Hozzátok el nekem Alfredo Garcia fejét! című fekete western-komédiában.  Rövidre szabott pályája során 200-nál több filmes és tévés produkcióban szerepelt.

## Élete

### Származása
Egy kentuckyi kisvárosban született. Louisville-ben tanult, és már a középiskolában részt vett a színköri előadásokban. Katonai szolgálatát a tengerészgyalogságnál töltötte le. 1954-ben New Yorkba ment, hogy színészként dolgozzon. Kisebb mellékszerepeket kapott a televízióban. Sokat szerepelt a korszak jellemző élő tévédráma műfajban. E kis szerepekből azonban nehezen tudott megélni, pénzkereseti céllal más munkákat is elvállalt. Az 1960-as évek elejétől Hollywoodban keresett megélhetést, itt is apró mellékszerepekkel kezdte.
1962-ben Sam Peckinpah rendező figyelmet keltő karakterszerepet adott neki a Délutáni puskalövések (Ride the High Country) című westernfilmjében. A filmesek felfigyeltek a nem túl vonzó külsejű, de nagyon tehetséges fiatalemberre. Az 1960-as években Oates egyre feljebb jutott a hollywoodi filmrendezők szereplőlistáin, közben rendszeresen szerepelt tévés produkciókban is. 1966-ban Jack Nicholsonnal együtt szerepelt A vadászat című westernben. 1967-ben Norman Jewison klasszikussá vált Forró éjszakában című bűnügyi filmjében, Sidney Poitier és Rod Steiger mellett már hangsúlyos mellékszerepben tűnt fel, mint Sam Wood seriffhelyettes. Sam Peckinpah A vad banda című westernjében az egyik keménykötésű, törvényen kívüli bandatagot játszotta. Első címszerepét John Milius rendező 1972-ben készült, 1973-ban bemutatott Dillinger című gengszterfilmjében alakította. A film Amerika-szerte nagy közönségsikert aratott, bár John Edgar Hoover, az FBI igazgatója elítélő nyilatkozatban határolódott el a film bűnözőket felmagasztaló ábrázolásmódjától. (Az 1972-ben elhunyt Hoover szavait beillesztették a film záró képsorába).

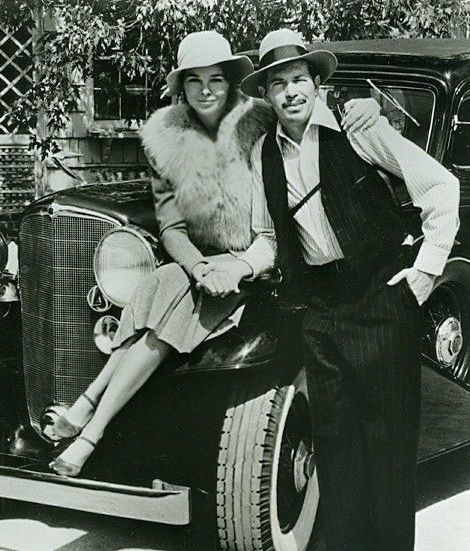
Michelle Phillips és Oates a Dillinger-filmben (1973)

Az 1970-es években Oates a leggyakrabban borotválatlan, cinikus, lázadó stílusú fickókat testesített meg, amely a „New Hollywood” irányzat filmjeinek egyik jellemző típuskaraktere volt. Ebben a műfajban figyelemre méltó főszerepeket alakított Peter Fonda rendező  1971-es A bérmunkás című western-drámájában, és Terrence Malick rendező 1973-as Sivár vidék (Badlands) című drámájában, az utóbbiban Sissy Spacekkel és Martin Sheennel együtt. Egyik legismertebb drámai főszerepét Oates Sam Peckinpah rendező 1974-es bűnügyi kalandfilmjében, a Hozzátok el nekem Alfredo Garcia fejét!-ben játszotta el, egy boldogtalan bárzongoristát, aki kilátástalan anyagi helyzetéből keres kiutat, közben kíméletlen fejvadász gengszterekkel keveredik halálos konfliktusba. Sam Peckinpah négy filmjében is szerepeltette Oatest. Monte Hellman független rendező is több sikeres drámai filmet forgatott vele, többek között a Two-Lane Blacktopot (1971) és a Cockfightert (1974).
AZ 1970-es évek második felében Oates kommersz filmekben is megjelent, így Jack Starrett rendező 1975-ös Verseny az ördöggel című horrorfilmjében, Peter Fonda mellett, Steve Carver és Burt Kennedy rendezők 1976-os Drum című akciófilmjében. Egyre többet foglalkoztatták tévés produkciókban is. 1977-ben Richard C. Sarafian rendező elkészítette John Huston 1951-es Afrika királynője című kalandfilmjének remake-jét, a főszerepben Oates-szal, aki Allnut hajóskapitányt alakította, akit az 1951-es filmben Humphrey Bogart játszott. Testhez álló szerepet kapott Steven Spielberg harsány háborús börleszkfilmjében, az 1979-es Meztelenek és bolondok-ban, mint „Madman“ Maddox ezredes. Nagy közönségsikert aratott kalandfilmek hangsúlyos mellékszerepeiben, gyűrött arcú katona és rendőr alakjában, így Ivan Reitman 1981-es Bombázók a seregnek kaland-vígjátékában, Bill Murray és John Candy társaságában, majd John Badham rendező 1980–1981-ben forgatott Kék villám című politikai thrillerében, Roy Scheider oldalán, de a film 1983-as bemutatóját már nem érhette meg.
1981-ben Werner Herzog rendező őt választotta Fitzcarraldo című kalandfilmjének címszerepére, de Oates még a forgatás megkezdése előtt megbetegedett, és le kellett mondania a munkát. Helyére Klaus Kinski lépett.
1982-ben Oates szívroham következtében elhunyt, mindössze 53 évesen. A Kék villám lett utolsó mozifilmes szerepe, a készítők a filmet az ő emlékének ajánlották.

## Főbb filmszerepei
- 1956: The Big Story; tévésorozat; Danny
- 1959: Up Periscope; Kovács matróz
- 1957: Trackdown; tévésorozat; három epizódban; Norvil / Kelly / Lute Borden
- 1959: Yellowstone Kelly; tizedes
- 1957–1960: Tombstone Territory; tévésorozat; három epizódban; Vic Reel / Bob Pickett / Joe Clinton
- 1960: Gyémántláb tündöklése és bukása (The Rise and Fall of Legs Diamond); Eddie Diamond
- 1960: Private Property; Boots
- 1957–1960: Have Gun – Will Travel; tévésorozat; két epizódban; Harrison / John Bosworth
- 1958–1961: Wanted: Dead or Alive; tévésorozat; négy epizódban; Clem Robinson / George Aswell / Billy Clegg / stb.
- 1962: Stagecoach West; tévésorozat; Tom Lochlin / Haig / Billy Joe
- 1958–1962: The Rifleman; tévésorozat, öt epizódban; Willie Breen / Marty Ryan / Santos / stb.
- 1962: Délutáni puskalövések (Ride the High Country); Henry Hammond
- 1959–1962: Bonanza; tévésorozat; Paul Magruder
- 1962: Kalóz a szigeten (Hero’s Island); Wayte Giddens
- 1962–1963: Stoney Burke; tévésorozat; 32 epizódban; Ves Painter
- 1960–1963: Alkonyzóna (The Twilight Zone); tévésorozat; két epizódban; Richard Langsford / dzsip sofőr
- 1964: Mail Order Bride; Jace
- 1964: A szökevény (The Fugitive); tévésorozat; két epizódban; Hanes McClure / Herbie Grant
- 1965: Útban van a baj (The Rounders); Harley Williams
- 1965: Dundee őrnagy (Major Dundee); O.W. Hadley
- 1964–1965: Slattery’s People; tévésorozat; Stu Burns / Eugene Henson
- 1960–1965: Rawhide; tévésorozat; Jesse Gufler / Weed / Charlie „Rabbit” Waters / stb.
- 1966: A vadászat (The Shooting); Willett Gashade
- 1963–1966: The Virginian; tévésorozat; Buxton / Bowers / Roy Judd / stb.
- 1966: A hét mesterlövész visszatér (Return of the Seven); Colbee
- 1967: Isten hozta a nehéz időkben (Welcome to Hard Times); Leo Jenks
- 1967: Forró éjszakában (In the Heat of the Night); Sam Wood rendőr
- 1955–1967: Gunsmoke; tévésorozat; Tate Crocker / Lafe / Al Tresh / stb.
- 1967: Vadnyugati mesék (Cimarron Strip); tévésorozat; több epizódban; Mobeetie
- 1968: Disneyland; tévésorozat; The Mystery of Edward Sims c. epizódok; John Blythe
- 1968: Kétes döntés (The Split); Marty Gough
- 1968: Something for a Lonely Man; tévéfilm; Angus Duren
- 1969: Crooks and Coronets; Marty Miller
- 1969: A vad banda (The Wild Bunch); Lyle Gorch
- 1970: Mozigyilkos (The Movie Murderer); tévéfilm; Alfred Fisher
- 1970: Barquero; Remy
- 1970: Volt egyszer egy gazember (There Was a Crooked Man…); Floyd Moon
- 1971: Two-Lane Blacktop; túraautó-sofőr
- 1971: A bérmunkás (The Hired Hand); Arch Harris
- 1971: The Reluctant Heroes; tévéfilm; Leroy Sprague tizedes
- 1971: Chandler; Chandler magándetektív
- 1973: A sakkozó tolvaj (The Thief Who Came to Dinner); Dave Reilly
- 1973: Tom Sawyer kalandjai (Tom Sawyer); Muff Potter
- 1973: Kid Blue; Reese Ford
- 1973: Dillinger; John Dillinger
- 1973: Sivár vidék (Badlands); apa
- 1974: The White Dawn; Billy
- 1974: Cockfighter; Frank Mansfield
- 1974: Hozzátok el nekem Alfredo Garcia fejét! (Bring Me the Head of Alfredo Garcia); Bennie
- 1975: Verseny az ördöggel (Race with the Devil); Frank
- 1975: 92 in the Shade; Nichol Dance
- 1976: Dixie Dynamite; Mack
- 1976: Drum; Hammond Maxwell
- 1977: The African Queen; tévéfilm; Charlie Allnut százados
- 1977: Sleeping Dogs; Willoughby ezredes
- 1978: True Grit; tévéfilm; Reuben J. „Rooster” Cogburn
- 1978: Amore, piombo e furore; Matthew
- 1978: Haláli meló (The Brink’s Job); Specs O’Keefe
- 1979: And Baby Makes Six; tévéfilm; Michael Kramer
- 1979: My Old Man; tévéfilm; Frank Butler
- 1979: Meztelenek és bolondok (1941); Maddox „Madman” ezredes
- 1979: Baby Comes Home; tévéfilm; Michael Kramer
- 1981: Édentől keletre (East of Eden); tévé-minisorozat; Cyrus Trask
- 1981: Bombázók a seregnek (Stripes); Hulka őrmester
- 1982: Állj, határ! (The Border); Red
- 1983: Balegyenes (Tough Enough); James Neese
- 1983: Kék villám (Blue Thunder); Braddock
- 1979: Meghökkentő mesék (Tales of the Unexpected); tévésorozat; Nothin’ Short of Highway Robbery c. epizód; Harry